# Pavel Kacerle
Pavel Kacerle je český podnikatel, specialista na vizuální efekty a spoluzakladatel firmy Smashbuster, která se specializuje na propojení fyzického a digitálního světa.

## Mládí
Pavel Kacerle studoval na Střední průmyslové škole stavební v Plzni. V roce 2009 se rozhodl přerušit studium z důvodu nedůvěry v český vzdělávací systém, nechtěl totiž odejít ze školy a stát se dle jeho názoru: „stejně prefabrikovaným studentem, který má naprosto totožné vlastnosti a schopnosti jako dalších tisíce (lidí) na trhu, kteří již na práci čekají.“ K jeho budoucímu vzdělání mu nepřímo pomohl jeho kamarád, který mu ukázal, jak pro svůj “raperský klip’’ vytvořil triviální 3D scénu. Tato jednoduchá scéna Kacerleho naprosto uchvátila a byla pro něj jasnou vizí. Následně začal vyhledávat takové studium, kde by se mohl něčemu takovému naučit. Svou budoucnost viděl v New York City - Digital Film Academy. Tento kurz úspěšně dokončil a získal certifikát Maya Animation.

## Kariéra

### Počátky
Poté, co se Pavel Kacerle vrátil z New York City s certifikátem z animace, rovnou odstartoval svou kariéru u svých rodičů ve sklepě. První firma, ve které Kacerle pracoval byla firma Digital Circus s.r.o., kde působil jako video editor. Následně získal zaměstnání v Avion Film, kde pracoval jako stereoskopický umělec ve filmovém průmyslu.

### Hollywood
Pavel Kacerle měl ale větší ambice, a tak vytvořil svou vlastní filmovou prezentaci, díky které ho následně oslovila jedna z nejstarších Hollywoodských VFX studií. Na základě toho si Kacerleho v roce 2011 toto studio pozvalo do Londýna, aby přidal ruku k dílu na Walt Disney filmu. Jednalo se o film John Carter: Mezi dvěma světy. Na tomto filmu pracoval jako stereo compositor.

### Londýn
Poté Kacerle zůstal v Londýně a pracoval pro firmu Prime Focus Film, kde působil jako Lighting Technical Director. V této firmě pracoval na minisérii Supersized, následně na hororovém filmu Byzantium a poslední film, na kterém se v této firmě spolupodílel se jmenuje Total Recall.

### Mnichov
Po opuštění Prime Focus Film se přesídlil do Mnichova, kde zastával funkci Lighting Technical Director ve firmě Trixter. Zde působil na filmu Útok na Bílý dům. V Mnichově se také spustila pro Kacerleho první spolupráce s mediální franšízou Marvel Cinematic Universe, kde pracoval na filmu Iron Man 3. K této spolupráci přišel prakticky náhodou. Na konci roku 2012 se měl stěhovat do kanadského Vancouveru, aby zde přidal ruku k dílu na vývoji filmu Muž z oceli. Ale nestalo se tak kvůli interním změnám ve studiu Warner Bros, kde se udály drastické změny ve stavech pracujících artistů. Zároveň ve stejnou dobu hledalo německé studio Trixter (úzce vázané na Marvel) specialisty na práci s kovy, robotickými postavami a transformacemi (právě k filmu Iron Man 3). Pavel Kacerle se zdál jako hlavní adept, jelikož zároveň v blízké minulosti dokončil svou práci na filmu Total Recall, kde se staral o policejní roboty.

### Singapur
Následně se dostal do filmové společnosti Lucasfilm. Přesně po 5 letech od zaslání svého prvního portfolia byl přijat a dostal se na pobočku Lucasfilmu do Singapuru, kde pracoval na filmech Jurský svět a Avengers: Age of Ultron, na pozici Senior Lighting Technical Director. I když pracovat pro Lucasfilm byl pro Kacerleho sen již od začátku své kariéry, začal mít problémy se svobodou tvorby. A proto se po ukončení Jurského světa rozhodl, že se osamostatní.

### Současnost
V roce 2015 se rozhodl jít cestou podnikatele, a proto se téhož roku přestěhoval do Los Angeles, kde chtěl vybudovat firmu, která bude kombinovat skutečný a digitální svět. Následně se v roce 2016 zrodila firma Smashbuster, která právě na tomto projektu pracuje. Smashbuster udělal již 4 projekty: Baby Groot, Spider-Jam, Be Sweepers a Live Penalty.

## Ocenění
Pavel Kacerle získal dvě nominace na Oscara za filmy Iron Man 3 a Captain America: Návrat prvního Avengera za vizuální efekty, ale ani v jednom případě tuto cenu nezískal. Zároveň se stal vítězem Huawei Startup roku s jeho nápadem Live Penalty.

## Filmy
| Název filmu:                             | Pozice:                              | Studio:          |
| ---------------------------------------- | ------------------------------------ | ---------------- |
| John Carter: Mezi dvěma světy            | Stereo Compositor                    | Cinesite Ltd.    |
| Supersized Earth                         | Lighting Technical Director          | Prime Focus Film |
| Byzantium                                | Lighting Technical Director          | Prime Focus Film |
| Total Recall                             | Lighting Technical Director          | Prime Focus Film |
| Útok na bílý dům                         | Lighting Technical Director          | Trixter          |
| Iron Man 3                               | Lighting Technical Director          | Trixter          |
| Captain America: Návrat prvního Avengera | Lighting Technical Director          | Trixter          |
| Jupiter vychází                          | Lighting Technical Director / Layout | Double Negative  |
| Thor: Temný svět                         | Lighting Technical Director / Layout | Double Negative  |
| WolfBlood 2                              | Lighting Lead / Compositor           | Trixter          |
| Geostorm: Globální nebezpečí             | Lighting Technical Director          | Double Negative  |
| Jurský svět                              | Senior Lighting Technical Director   | Lucasfilm        |
| Avengers: Age of Ultron                  | Senior Lighting Technical Director   | Lucasfilm        |
| Spider-Man: Homecoming                   | on-set VFX Assistant                 | Marvel Studios   |
| Duch ve stroji                           | Motion Graphic / Trailer Editor      | LA               |